# Myrmecophilus tindalei
Myrmecophilus tindalei är en insektsart som beskrevs av Otte, D. och R.D. Alexander 1983. Myrmecophilus tindalei ingår i släktet Myrmecophilus och familjen Myrmecophilidae. Inga underarter finns listade i Catalogue of Life.